# معركة البريقة الثانية
معركة البريقة الثانية، هي معركة خلال الحرب الأهلية الليبية. في 2 مارس عام 2011، قامت القوات المناهضة للقذافي بالرد على محاولة القوات الموالية للاستيلاء على المدينة، قبل أكثر من 10 أيام، من معركة البريقة الأولى. تقدمت قوات المتمردين على طول الطريق الساحلي الليبي، واستولت على مدينتي راس لانوف وبن جواد. ومع ذلك، بعد معركة بن جواد الأولى ومعركة راس لانوف الأولى، استعادت القوات الحكومية كل الأراضي المفقودة وهددت مرة أخرى البريقة بحلول منتصف مارس.

## المعركة
في 13 مارس، نجحت قوات النظام التي تتقدم من راس لانوف، في استعادة السيطرة على مدينة البريقة، على الرغم من أن التقارير الليلية أشارت إلى أن القتال ما زال مستمراً وأن المتمردين ربما ما زالوا يسيطرون على أجزاء من المدينة. وبحسب ما ورد عاد المتمردون إلى البلدة وتبع ذلك قتال عنيف مما أدى إلى تراجع القوات الحكومية إلى مطار بريغا. ومع ذلك، وبعد ساعة واحدة فقط، قيل إن القوات الموالية قد أرجعت قوات المتمردين من البلدة إلى أجي أوجيلا، على بعد 20 كيلومتراً من شرقي البريقة.
بحلول صباح يوم 14 مارس، كانت قوات المتمردين تحتجز المنطقة السكنية وكانت القوات الموالية تحتجز المنشآت النفطية.
في 15 مارس، تخلت قوات المتمردين عن البريقة وكانت في تراجع تام نحو أجدابيا. تعرضت أجدابيا نفسها لهجوم بري بعد ساعات قليلة من بدء معركة أجدابيا الأولى.

## النتائج
في 26 مارس، بعد أن خسر الموالون أجدابيا وتراجعوا أكثر إلى الساحل، استعادت قوات المتمردين البريقة. بعد بضعة أيام، عادت القوات الموالية مرة أخرى، واستعادت السيطرة على المدينة بعد معركة طويلة مع قوات المتمردين.

## وصلات خارجية
- تقرير مصور من قناة فرانس 24 عن معركة البريقة - الجزء الأول
- تقرير مصور من قناة فرانس 24 عن معركة البريقة - الجزء الثاني.
- ملخص لمعركة البريقة الثانية- على اليوتيوب.
- تصوير حي لمعركة البريقة الثانية- على اليوتيوب.
- لقطات من معركة البريقة الثانية- على اليوتيوب.